# NWA Canadian Tag Team Championship (Vancouver version)
L'NWA Canadian Tag Team Championship (Vancouver version) è stato un titolo della divisione tag team della federazione NWA All-Star Wrestling, associata alla National Wrestling Alliance (NWA).
Il titolo fu attivo dal 1962, anno in cui fu istituito come alloro massimo della divisione tag, fino al 1985, quando con l'uscita della federazione dalla NWA fu sostituito dall'UWA Tag Team Championship.

## Storia
Il titolo fu creato come riconoscimento per la divisione tag team della NWA All-Star Wrestling, affiliata alla National Wrestling Alliance.
Per un breve periodo, tra il 1966 e il 1967, fu temporaneamente disattivato in quanto la promozione adottò una sua versione del NWA World Tag Team Championship.
Nell'estate del 1985 la NWA All-Star Wrestling abbandonò la National Wrestling Alliance, cambiando contestualmente nome in All-Star Wrestling e dismettendo il titolo. Come massimo alloro per la categoria tag della federazione fu utilizzato l'UWA Tag Team Championship.

## Albo d'oro
| Legenda  |                                                                               |
| -------- | ----------------------------------------------------------------------------- |
| #        | Indica il numero del regno titolato                                           |
| Regno    | Viene indicato il numero del regno del campione                               |
| Data     | La data in cui il titolo è stato vinto                                        |
| Località | Indica il luogo in cui il titolo è stato vinto                                |
| Note     | Indica notizie particolari riguardanti i cambi di titolo o altre informazioni |

| #   | Campione                                     | Regno | Data              | Giorni | Località                             | Evento     | Note | Fonti |
| --- | -------------------------------------------- | ----- | ----------------- | ------ | ------------------------------------ | ---------- | --- | ----- |
| 1   | Dan Miller e Sandor Kovacs                   | 1     | 12 novembre 1962  | 91     | Vancouver, Columbia Britannica       | House show | In un torneo per assegnare il titolo, sconfiggendo in finale Gene Kiniski e Clyde Stevens.                      |       |
| 2   | Gene Kiniski e Mr. X                         | 1     | 11 febbraio 1963  | 28     | Vancouver, Columbia Britannica       | House show | |       |
| 3   | Kinji Shibuya e Mitsu Arakawa                | 1     | 11 marzo 1963     | 0      | Vancouver, Columbia Britannica       | House show | |       |
| 4   | Dan Miller (2) e Ron Etchison                | 1     | 11 marzo 1963     | 133    | Vancouver, Columbia Britannica       | House show | |       |
| 5   | Kinji Shibuya (2) e Sweet Daddy Siki         | 1     | 22 luglio 1963    | 71     | Vancouver, Columbia Britannica       | House show | |       |
| 6   | Dan Miller (3) e Whipper Billy Watson        | 1     | 1 ottobre 1963    | --     | Vancouver, Columbia Britannica       | House show | |       |
| —   | Vacante                                      | —     | 1963              | —      | —                                    | —          | Il titolo fu reso vacante per motivi non noti.                                                                  |       |
| 7   | Don Leo Jonathan e Kinji Shibuya (3)         | 1     | 20 gennaio 1964   | 84     | Vancouver, Columbia Britannica       | House show | In un torneo per riassegnare i titoli vacanti, sconfiggendo in finale Dory Funk e Dory Funk Jr.                 | [ 2 ] |
| 8   | Bearcat Wright e Enrique Torres              | 1     | 13 aprile 1964    | 42     | Vancouver, Columbia Britannica       | House show | |       |
| 9   | Al Costello e Roy Heffernan                  | 1     | 25 maggio 1964    | 126    | Vancouver, Columbia Britannica       | House show | |       |
| 10  | Don Leo Jonathan (2) e Roy McClarty          | 1     | 28 settembre 1964 | 21     | Vancouver, Columbia Britannica       | House show | |       |
| 11  | Al Costello e Roy Heffernan                  | 2     | 19 ottobre 1964   | 84     | Vancouver, Columbia Britannica       | House show | |       |
| 12  | Don Leo Jonathan (3) e Gene Kiniski (2)      | 1     | 11 gennaio 1965   | 21     | Vancouver, Columbia Britannica       | House show | |       |
| 13  | Al Costello e Roy Heffernan                  | 3     | 1 febbraio 1965   | 28     | Vancouver, Columbia Britannica       | House show | |       |
| 14  | Jim Hady e Red Bastien                       | 1     | 1 marzo 1965      | 21     | Vancouver, Columbia Britannica       | House show | |       |
| 15  | Al Costello e Roy Heffernan                  | 4     | 22 marzo 1965     | 56     | Vancouver, Columbia Britannica       | House show | |       |
| 16  | Don Leo Jonathan (4) e Jim Hady (2)          | 1     | 17 maggio 1965    | 126    | Vancouver, Columbia Britannica       | House show | |       |
| 17  | Art Nielsen e Ivan Kameroff                  | 1     | 20 settembre 1965 | 49     | Vancouver, Columbia Britannica       | House show | |       |
| 18  | Paddy Barrett e Tom Geohagen                 | 1     | 8 novembre 1965   | 84     | Vancouver, Columbia Britannica       | House show | |       |
| 19  | Black Terror e John Tolos                    | 1     | 31 gennaio 1966   | 28     | Vancouver, Columbia Britannica       | House show | |       |
| 20  | Paddy Barrett e Tom Geohagen                 | 2     | 28 febbraio 1966  | 70     | Vancouver, Columbia Britannica       | House show | |       |
| 21  | John Tolos (2) e Tony Borne                  | 1     | 9 maggio 1966     | 56     | Vancouver, Columbia Britannica       | House show | |       |
| 22  | Don Leo Jonathan (5) e Haystacks Calhoun     | 1     | 4 luglio 1966     | 7      | Vancouver, Columbia Britannica       | House show | |       |
| 23  | John Tolos (3) e Tony Borne (2)              | 2     | 11 luglio 1965    | 77     | Vancouver, Columbia Britannica       | House show | |       |
| 24  | Don Jardine e Dutch Savage                   | 1     | 26 settembre 1966 | 35     | Vancouver, Columbia Britannica       | House show | |       |
| 25  | Don Leo Jonathan (6) e Don Jardine (2)       | 1     | 31 ottobre 1966   | 77     | Vancouver, Columbia Britannica       | House show | |       |
| 26  | Chris Tolos e John Tolos (4)                 | 1     | 16 gennaio 1967   | 77     | Vancouver, Columbia Britannica       | House show | |       |
| 27  | Don Leo Jonathan (7) e Rocky Johnson         | 1     | 3 aprile 1967     | 21     | Vancouver, Columbia Britannica       | House show | |       |
| 28  | Chris Tolos (2) e John Tolos (5)             | 2     | 24 aprile 1967    | 182    | Vancouver, Columbia Britannica       | House show | |       |
| 29  | Abdullah the Butcher e Jerry Graham          | 1     | 23 ottobre 1967   | 42     | Vancouver, Columbia Britannica       | House show | |       |
| 30  | Assassin #1 e Assassin #2                    | 1     | 4 dicembre 1967   | 112    | Vancouver, Columbia Britannica       | House show | |       |
| 31  | Don Leo Jonathan (8) e Sky-Hi Jones          | 1     | 25 marzo 1968     | 21     | Vancouver, Columbia Britannica       | House show | |       |
| 32  | Assassin #1 e Assassin #2                    | 2     | 15 aprile 1968    | 49     | Vancouver, Columbia Britannica       | House show | |       |
| 33  | Don Leo Jonathan (9) e Haystacks Calhoun (2) | 2     | 3 giugno 1968     | 28     | Vancouver, Columbia Britannica       | House show | |       |
| 34  | Abdullah the Butcher (2) e Ahmad Hussein     | 1     | 1 luglio 1968     | 21     | Vancouver, Columbia Britannica       | House show | | [ 3 ] |
| 35  | Don Leo Jonathan (10) e Paddy Barrett (3)    | 1     | 22 luglio 1968    | 42     | Vancouver, Columbia Britannica       | House show | |       |
| 36  | Dutch Savage (2) e Stan Stasiak              | 1     | 2 settembre 1968  | 21     | Vancouver, Columbia Britannica       | House show | |       |
| 37  | Don Leo Jonathan (11) e Johnny Kostas        | 1     | 23 settembre 1968 | 77     | Vancouver, Columbia Britannica       | House show | |       |
| 38  | Dutch Savage (3) e John Tolos (6)            | 1     | 9 dicembre 1968   | 112    | Vancouver, Columbia Britannica       | House show | |       |
| —   | Vacante                                      | —     | 31 marzo 1969     | —      | —                                    | —          | Il titolo venne reso vacante in seguito allo split del tag team.                                                |       |
| 39  | Dean Higuchi e Earl Maynard                  | 1     | 12 maggio 1969    | 28     | Vancouver, Columbia Britannica       | House show | In un torneo per riassegnare il titolo vacante, sconfiggendo in finale Gene Kiniski e Bad Boy Shields           |       |
| 40  | Bob Brown e Dutch Savage (4)                 | 1     | 9 giugno 1969     | 77     | Vancouver, Columbia Britannica       | House show | |       |
| 41  | Don Leo Jonathan (12) e John Tolos (7)       | 1     | 25 agosto 1969    | 35     | Vancouver, Columbia Britannica       | House show | |       |
| 42  | Bob Brown (2) e Dutch Savage (5)             | 2     | 29 settembre 1969 | 70     | Vancouver, Columbia Britannica       | House show | |       |
| 43  | Dean Higuchi (2) e Steve Bolus               | 1     | 8 dicembre 1969   | 63     | Vancouver, Columbia Britannica       | House show | |       |
| 44  | Bob Brown (3) e John Quinn                   | 1     | 9 febbraio 1970   | 210    | Vancouver, Columbia Britannica       | House show | |       |
| 45  | Don Leo Jonathan (13) e Duncan McTavish      | 1     | 7 settembre 1970  | 35     | Vancouver, Columbia Britannica       | House show | |       |
| 46  | Chati Yokouchi e Yasu Fuji                   | 1     | 12 ottobre 1970   | 28     | Vancouver, Columbia Britannica       | House show | |       |
| 47  | Don Leo Jonathan (14) e Steven Little Bear   | 1     | 9 novembre 1970   | 98     | Vancouver, Columbia Britannica       | House show | |       |
| 48  | John Quinn (2) e Dutch Savage (6)            | 1     | 15 febbraio 1971  | 28     | Vancouver, Columbia Britannica       | House show | |       |
| 49  | Dean Higuchi (3) e Steven Little Bear (2)    | 1     | 15 marzo 1971     | 91     | Vancouver, Columbia Britannica       | House show | |       |
| 50  | Skull #1 e Skull #2                          | 1     | 14 giugno 1971    | 21     | Vancouver, Columbia Britannica       | House show | |       |
| 51  | Dean Higuchi (4) e Steven Little Bear (3)    | 2     | 5 luglio 1971     | 98     | Vancouver, Columbia Britannica       | House show | |       |
| 52  | Bob Brown (4) e Gene Kiniski (3)             | 1     | 11 ottobre 1971   | 49     | Vancouver, Columbia Britannica       | House show | |       |
| 53  | Mark Lewin e Steven Little Bear (4)          | 1     | 29 novembre 1971  | 56     | Vancouver, Columbia Britannica       | House show | |       |
| 54  | Bob Brown (5) e Gene Kiniski (4)             | 2     | 24 gennaio 1972   | 91     | Vancouver, Columbia Britannica       | House show | |       |
| 55  | Dutch Savage (6) e Steven Little Bear (5)    | 1     | 24 aprile 1972    | 105    | Vancouver, Columbia Britannica       | House show | |       |
| 56  | Bob Brown (6) e John Quinn (3)               | 2     | 7 agosto 1972     | 7      | New Westminster, Columbia Britannica | House show | |       |
| 57  | Dutch Savage (7) e Steven Little Bear (6)    | 2     | 14 agosto 1972    | 21     | New Westminster, Columbia Britannica | House show | |       |
| 58  | Bob Brown (7) e John Quinn (4)               | 3     | 4 settembre 1972  | --     | --                                   | House show | |       |
| 59  | Dutch Savage (8) e Steven Little Bear (7)    | 3     | 1972              | --     | --                                   | House show | |       |
| 60  | Bob Brown (8) e John Quinn (5)               | 4     | 1972              | --     | --                                   | House show | |       |
| 61  | Dutch Savage (9) e Steven Little Bear (8)    | 4     | 22 gennaio 1973   | 0      | --                                   | House show | |       |
| 62  | Mike Webster e The Brute                     | 1     | 22 gennaio 1973   | 175    | New Westminster, Columbia Britannica | House show | |       |
| 63  | Gerry Romano e John Quinn (6)                | 1     | 16 luglio 1973    | 35     | New Westminster, Columbia Britannica | House show | |       |
| 64  | Gene Kiniski (4) e The Brute (2)             | 1     | 20 agosto 1973    | 77     | New Westminster, Columbia Britannica | House show | |       |
| 65  | Afa e Sika                                   | 1     | 5 novembre 1973   | 42     | Vancouver, Columbia Britannica       | House show | |       |
| 66  | Buck Ramstead e Mr. X (2)                    | 1     | 17 dicembre 1973  | 42     | Vancouver, Columbia Britannica       | House show | |       |
| 67  | Flash Gordon e Leo Madril                    | 1     | 28 gennaio 1974   | 79     | Vancouver, Columbia Britannica       | House show | |       |
| 68  | Gene Kiniski (5) e Mr. X (3)                 | 2     | 17 aprile 1974    | 12     | Vancouver, Columbia Britannica       | House show | |       |
| 70  | Dan Kroffat e Leo Madril (2)                 | 1     | 29 aprile 1974    | 28     | Vancouver, Columbia Britannica       | House show | |       |
| 70  | The Brute (3) e Mr. X (4)                    | 1     | 27 maggio 1974    | 70     | Vancouver, Columbia Britannica       | House show | |       |
| 71  | Gene Kiniski (6) e Dutch Savage (10)         | 1     | 5 agosto 1974     | 84     | Vancouver, Columbia Britannica       | House show | |       |
| 72  | Dan Kroffat (2) e Wayne Bridges              | 1     | 28 ottobre 1974   | 14     | Vancouver, Columbia Britannica       | House show | |       |
| 73  | Gene Kiniski (7) e Mr. Saito                 | 1     | 11 novembre 1974  | 112    | Vancouver, Columbia Britannica       | House show | |       |
| 74  | Guy MItchell e Ormand Malumba                | 1     | 3 marzo 1975      | 77     | Vancouver, Columbia Britannica       | House show | |       |
| 75  | Gene Kiniski (8) e Dale Lewis                | 1     | 19 maggio 1975    | 28     | Vancouver, Columbia Britannica       | House show | |       |
| 76  | Guy Mitchell (2) e Ricky Hunter              | 1     | 16 giugno 1975    | 55     | Vancouver, Columbia Britannica       | House show | |       |
| 77  | Dale Lewis (2) e Mr. Saito (2)               | 1     | 10 agosto 1975    | 29     | Vancouver, Columbia Britannica       | House show | |       |
| 78  | Dennis Stamp e Tiger Jeet Singh              | 1     | 8 settembre 1975  | 32     | Vancouver, Columbia Britannica       | House show | |       |
| 79  | Dale Lewis (3) e Siegfried Steinke           | 1     | 10 ottobre 1975   | 45     | Vancouver, Columbia Britannica       | House show | |       |
| 80  | Mike Kelly e Pat Kelly                       | 1     | 24 novembre 1975  | 14     | Vancouver, Columbia Britannica       | House show | |       |
| 81  | Dale Lewis (4) e Siegfried Steinke (2)       | 2     | 8 dicembre 1975   | 35     | Vancouver, Columbia Britannica       | House show | |       |
| 82  | Dean Higuchi (5) e George Wells              | 1     | 12 gennaio 1976   | 28     | Vancouver, Columbia Britannica       | House show | |       |
| 83  | Gene Kiniski (9) e Siegfried Steinke (3)     | 1     | 9 febbraio 1976   | 63     | Vancouver, Columbia Britannica       | House show | |       |
| 84  | Don Leo Jonathan (14) e Jimmy Snuka          | 1     | 12 aprile 1976    | 35     | Vancouver, Columbia Britannica       | House show | |       |
| 85  | John Quinn (7) e Kinji Shibuya (4)           | 1     | 17 maggio 1976    | 140    | Vancouver, Columbia Britannica       | House show | |       |
| 86  | Don Leo Jonathan (15) e John Anson           | 1     | 4 ottobre 1976    | 24     | Vancouver, Columbia Britannica       | House show | |       |
| 87  | John Quinn (8) e Kurt Von Hess               | 1     | 28 ottobre 1976   | 81     | Vancouver, Columbia Britannica       | House show | |       |
| 88  | Don Leo Jonathan (16) e Dutch Savage (11)    | 1     | 17 gennaio 1977   | 49     | Vancouver, Columbia Britannica       | House show | |       |
| 89  | John Anson (2) e Sky-Hi Morse (2)            | 1     | 7 marzo 1977      | --     | Vancouver, Columbia Britannica       | House show | |       |
| —   | Vacante                                      | —     | aprile 1977       | —      | —                                    | —          | Il titolo fu reso vacante per motivi non noti.                                                                  |       |
| 90  | Joe Palardy e The Texas Outlaw               | 1     | 2 maggio 1977     | 70     | Vancouver, Columbia Britannica       | House show | In un torneo per riassegnare il titolo vacante, sconfiggendo in finale Eddie e Jerry Morrow.                    |       |
| 91  | Eddie Morrow e Jerry Morrow                  | 1     | 11 luglio 1977    | 42     | Vancouver, Columbia Britannica       | House show | |       |
| 92  | Black Avenger e The Texas Outlaw (2)         | 1     | 22 agosto 1977    | 7      | Vancouver, Columbia Britannica       | House show | |       |
| 93  | Eric Froelich e Guy Mitchell (3)             | 1     | 29 agosto 1977    | 35     | Vancouver, Columbia Britannica       | House show | |       |
| 94  | Black Avenger (2) e Mike Sharpe              | 1     | 3 ottobre 1977    | 79     | Vancouver, Columbia Britannica       | House show | |       |
| 95  | Gama SIngh e Igor Volkoff                    | 1     | 21 dicembre 1977  | 35     | Vancouver, Columbia Britannica       | House show | |       |
| 96  | Black Avenger (3) e Don Wayt                 | 1     | 25 gennaio 1978   | 33     | Vancouver, Columbia Britannica       | House show | |       |
| 97  | Don Leo Jonathan (17) e John Quinn (9)       | 1     | 27 febbraio 1978  | --     | Vancouver, Columbia Britannica       | House show | | [ 4 ] |
| —   | Vacante                                      | —     | 1973              | —      | —                                    | —          | Il titolo fu reso vacante per motivi non noti.                                                                  |       |
| 98  | The Iron Sheik e The Texas Outlaw (3)        | 1     | 24 luglio 1978    | 77     | Vancouver, Columbia Britannica       | House show | In un torneo per riassegnare i titoli vacanti, sconfiggendo in finale Don Leo Jonathan e Jake Roberts.          |       |
| 99  | Mike Sharpe (2) e Salvatore Martino          | 1     | 9 ottobre 1978    | --     | Vancouver, Columbia Britannica       | House show | |       |
| 100 | Igor Volkoff (2) e UFO                       | 1     | gennaio 1979      | --     | --                                   | House show | |       |
| 101 | Bill Cody e Salvatore Martino (2)            | 1     | 12 febbraio 1979  | 28     | Vancouver, Columbia Britannica       | House show | |       |
| 102 | Igor Volkoff (3) e The Mongol                | 1     | 12 marzo 1979     | --     | Vancouver, Columbia Britannica       | House show | |       |
| 103 | Bobby Bass e Joe Ventura                     | 1     | aprile 1979       | --     | --                                   | House show | |       |
| 104 | Bobby Jaggers e Chris Colt                   | 1     | luglio 1979       | --     | --                                   | House show | |       |
| 105 | Bobby Bass (2) e Yaki Joe                    | 1     | settembre 1979    | --     | --                                   | House show | |       |
| 106 | Chris Colt (2) e Buddy Rose                  | 1     | 12 dicembre 1979  | --     | Vancouver, Columbia Britannica       | House show | |       |
| 107 | Dutch Savage (12) e Stan Stasiak (2)         | 2     | dicembre 1979     | --     | --                                   | House show | |       |
| 108 | Butch Miller e Luke Williams                 | 2     | 11 febbraio 1980  | 98     | Vancouver, Columbia Britannica       | House show | |       |
| 109 | Rick Martel e Roddy Piper                    | 1     | 19 maggio 1980    | --     | Vancouver, Columbia Britannica       | House show | |       |
| —   | Vacante                                      | —     | 1980              | —      | —                                    | —          | Il titolo fu reso vacante per motivi non noti.                                                                  |       |
| 110 | Fidel Cortez e Rip Oliver                    | 1     | 6 ottobre 1980    | 28     | Vancouver, Columbia Britannica       | House show | In uno spareggio contro Al Tomko e Mike Popovich.                                                               |       |
| 111 | Jay Youngblood e Joe Ventura                 | 1     | 3 novembre 1980   | 70     | Vancouver, Columbia Britannica       | House show | |       |
| 112 | Buddy Rose (2) e Rip Oliver (2)              | 1     | 12 gennaio 1981   | --     | Vancouver, Columbia Britannica       | House show | |       |
| —   | Vacante                                      | —     | 1981              | —      | —                                    | —          | Il titolo fu reso vacante per motivi non noti.                                                                  |       |
| 113 | Moondog Moretti e Terry Adonis               | 1     | 4 maggio 1981     | 56     | Vancouver, Columbia Britannica       | House show | In un torneo per riassegnare i titoli vacanti, sconfiggendo in finale Al Tomko e Klondike Mike.                 |       |
| 114 | Danny O e Klondike Mike                      | 1     | 29 giugno 1981    | --     | Vancouver, Columbia Britannica       | House show | |       |
| 115 | Al Tomko e Igor Volkoff (4)                  | 1     | settembre 1981    | --     | --                                   | House show | |       |
| 116 | Dean Ho e Klondike Mike (2)                  | 1     | 30 novembre 1981  | --     | Vancouver, Columbia Britannica       | House show | |       |
| —   | Vacante                                      | —     | 1982              | —      | —                                    | —          | Il titolo fu reso vacante per motivi non noti.                                                                  |       |
| 117 | Rick Patterson e Timothy Flowers             | 1     | giugno 1983       | --     | Cloverdale, Columbia Britannica      | House show | |       |
| 118 | Al Tomko (2) e Bob Brown                     | 1     | 24 luglio 1983    | --     | Cloverdale, Columbia Britannica      | House show | |       |
| —   | Vacante                                      | —     | 1983              | —      | —                                    | —          | Il titolo fu reso vacante per motivi non noti.                                                                  |       |
| 119 | Rick Patterson (2) e Randy Rich              | 1     | 31 dicembre 1983  | 23     | Cloverdale, Columbia Britannica      | House show | In uno spareggio contro Star Rider e Snake Williams.                                                            |       |
| 120 | Athol Foley e Snake Williams                 | 1     | 23 gennaio 1984   | 33     | Cloverdale, Columbia Britannica      | House show | |       |
| 121 | Moondog Moretti (2) e Star Rider             | 1     | 25 febbraio 1984  | 37     | Cloverdale, Columbia Britannica      | House show | |       |
| 122 | Easy Rider e Snake Williams                  | 1     | 2 aprile 1984     | 82     | Vancouver, Columbia Britannica       | House show | |       |
| 123 | Ole Olson e Randy Rich (2)                   | 1     | 23 giugno 1984    | 126    | Cloverdale, Columbia Britannica      | House show | |       |
| 124 | Bruiser Costa e Spider Web                   | 1     | 27 ottobre 1984   | --     | Cloverdale, Columbia Britannica      | House show | |       |
| —   | Vacante                                      | —     | —                 | —      | —                                    | —          | Il titolo venne reso vacante quando Costa lasciò il territorio.                                                 |       |
| 125 | Butch Moffat e Elton Stanton                 | 1     | gennaio 1985      | --     | Cloverdale, Columbia Britannica      | House show | |       |
| 126 | Rick Davis e Tim Patterson                   | 1     | 19 gennaio 1985   | 84     | Cloverdale, Columbia Britannica      | House show | |       |
| 127 | Mike Dupree e Sonny Myers                    | 1     | 13 aprile 1985    | 28     | Cloverdale, Columbia Britannica      | House show | |       |
| 128 | Ole Olsen (2) e Rick Davis (2)               | 1     | 11 maggio 1985    | 28     | Cloverdale, Columbia Britannica      | House show | |       |
| 129 | Sonny Myers (2) e Tim Patterson              | 1     | 8 giugno 1985     | 28     | Cloverdale, Columbia Britannica      | House show | |       |
| 130 | Ole Olsen (3) e Rick Davis (3)               | 2     | 6 luglio 1985     | --     | Cloverdale, Columbia Britannica      | House show | |       |
| —   | Vacante                                      | —     | —                 | —      | —                                    | —          | Il titolo venne disattivato e sostituito dall'UWA Tag Team Championship quando la federazione abbandonò la NWA: |       |